# オニヒトデ
オニヒトデ （Acanthaster planci, 鬼海星、鬼人手）とは、オニヒトデ科に属する動物の一種である。

## 形態
輻長約15-30 cm の大型のヒトデである。多数の腕を持ち、全身が棘に覆われている。

## 生態
サンゴ礁に生息し、成体はサンゴを餌とする。ビピンナリア幼生は植物プランクトンを摂取して成長し、定着した幼体は石灰藻やデトリタス（魚などの死体が分解してできた有機物）を食べるが、ある程度の大きさまで成長すると石灰藻食、デトリタス食に加えて珊瑚を捕食するようになる。石灰藻、サンゴとも摂食するときは口から胃を裏返して広げて餌生物に押し付け、消化吸収を行う。寿命は6～8年。なお、通常はミドリイシ類やコモンサンゴ類等の成長が早いサンゴを好むため、サンゴ礁の多様性を維持する役目を負っていると考えられている。

## 大発生について
数年に一度大発生することがあり、成長の速いミドリイシ類やコモンサンゴ類を食べ尽くし、成長の遅いサンゴまで食べるため、サンゴ礁環境の保全上有害とされている。沖縄近海のサンゴ礁ではオニヒトデが大量発生しており、問題となっている。また、2009年2月には、徳島県牟岐町の牟岐大島に生息するハマサンゴの周辺にも存在が確認されている。
この大発生に関して、自然の長期サイクルによるとすると言う説と、人間の環境破壊に要因を求める説があるが、富栄養化がオニヒトデ幼生の餌である植物プランクトンを増殖させ、大発生につながるとする説が最も有力視されている。2010年オーストラリア海洋科学研究所にオーストラリア北東部のグレート・バリア・リーフのオニヒトデ大発生が「農業肥料や都市排水などでサンゴ礁が富栄養化したために頻発するようになった」という仮説を多方面から検証した日本人オニヒトデ研究者・岡地賢らによる共同論文が公開された。また岡地はネット上で一時期話題になった「オニヒトデ駆除が大発生を生み出す」説に対して「オニヒトデを傷つけると、腕の付け根あたりか らブドウの房のような卵巣や精巣がこぼれ出てきます。その房の中に入っている卵や精子は、特殊な細胞の層に包まれていて未熟な状態ですので、そのままでは受精できません。仮に細胞層がやぶれて受精しても、大多数は正常に成長せず死滅します。このような生理的な卵成熟のメカニズムは、ヒトデ類全般に共通しています。オニヒトデの卵を包んでいる細胞層 は、オニヒトデ自身が体内に分泌する化学物質（ホルモン）の作用を受けて初めてこわれ、卵が放出されます。このホルモンがオニヒトデ体内で分泌される時期、すなわち繁殖期は、水温が約28℃になる6月上旬（八重山の場合）であることがわかっています。」と、「オニヒトデ駆除が大発生を生み出す」説の誤謬を明確に解説している。
なおグレート・バリア・リーフと沖縄本島周辺に生息するオニヒトデのゲノムをオーストラリア海洋科学研究所と沖縄科学技術大学院大学などが解析したところ非常に似ていることが判明。幼生が海流に乗って太平洋で広く拡散していると推測されている。
オニヒトデの天敵は造礁サンゴで、オニヒトデ浮遊幼生を造礁サンゴポリプが食べて相互の天敵関係となる。ホラガイをオニヒトデの天敵とする説があるが、ナマコやウニなども捕食する他、1個のオニヒトデを消化するのに1週間かかると言われており、大発生したオニヒトデの前では天敵となりえない。そしてオニヒトデが汚染に強いこととあいまって、大発生のサイクルが短くなっている、という指摘もある。
かつては大発生時に対症療法的に駆除作業を行っていたが、過去の知見を踏まえた2024年現在では「駆除のために確保できる人員や予算は限られていることから、オニヒトデの 大量発生から広大なサンゴ礁すべてを守ることは不可能である」との観点から、
・保全区域の設定 
・ サンゴ・オニヒトデ分布調査、駆除効果の検証
・ 低コスト・効率的な駆除方法の開発
・ オニヒトデ駆除の継続
・ オニヒトデ対策の組織・体制づくり
・ モニタリング体制の整備
を踏まえた継続的・戦略的な駆除が提言・実施されている。

## 毒性
オニヒトデの体表面には多数の有毒の棘が生えており、生理活性作用の高いplancitoxin I及びplancitoxin IIを主成分とする毒物質（オニヒトデ粗毒）を有している。
これがヒトの皮膚に刺さると毒素によって激しい痛みを感じ、アナフィラキシーショックによって重症に陥ることがあり、最悪の場合、死に至ることがある。刺された時の対応は、なるべく早くポイズンリムーバーで血液を吸引し、後に温湿布で患部を温める。
- 37 kDaの塩基性糖タンパク質で、肝毒性を持つ。マウス LD50（静脈投与）140 μg/kg、致死時間 96時間程度[5]。

## 珊瑚の死滅と海洋環境の変化について
1970年代、インドー太平洋海域で約1500万匹のオニヒトデが駆除された。国内の琉球列島では約1300万匹の駆除記録が残る。国内で最もオニヒトデの餌となるサンゴ礁面積が広く、国内サンゴ礁面積の55%を持つ八重山諸島（石垣島・石西礁湖・西表島）では、1972年〜1994年の22年間で約163万匹駆除されたが生サンゴ被度は著しく低下し1990年以後から回復を始めた。サンゴの死滅は海草類を増加させて海草食の魚類や貝類の一時的増加が見られる。
サンゴの回復を目指して1987年～1990年に沖縄本島南部の知念村沖で「サンゴ礁造園技術の研究」が、1990年 - 1993年には石西礁湖で「サンゴ移植」が試みられたが、「サンゴ礁造園技術の研究」は失敗してやぐらも撤去され、石西礁湖「サンゴ移植」は移植サンゴの周りから自然再生したサンゴに覆われて移植効果が見いだせなかった。
1990年代は、沖縄県内のサンゴは回復傾向を示していたが、1998年、8月末から9月にかけての地球規模の海水温上昇によるサンゴ白化が回復途上のサンゴに大きなダメージを与えた。沖縄本島周辺は2003年までサンゴ礁モニタリングが毎年行われておらず、回復を示す海域や影響を受けてない海域も一部見つかっている。サンゴ白化は潮流や波当りの強い外洋に面した礁嶺で回復が早く、海水循環の劣るリーフ内礁池や八重山諸島・石西礁湖海域の回復が遅れている。
回復の早かった礁嶺を多面積有する八重山諸島・宮古島には再度のオニヒトデ大発生が現在進行中である。

## 利用・活用
愛媛大学南予水産研究センターの研究によると、オニヒトデの分泌液には魚の成長を促進する成分が含まれており、これを利用した飼料開発により、養殖魚の白点病の抑制や養殖漁業を効率化に役立つのではないかと期待されている。
オニヒトデが大量に駆除される沖縄県では、沖縄本島・宮古島市・石垣市で農業用有機肥料として活用されている。

## 日本での分布
主に南西諸島に生息し、黒潮を通じ北上、本州でも確認されている。
- 沖縄県 - 西表島、石垣島、宮古島、慶良間諸島、沖縄本島の恩納村など
- 鹿児島県 - 奄美群島、鹿児島湾
- 徳島県 - 牟岐大島
- 和歌山県 - 南紀、串本
- 三重県、愛知県 - 伊勢湾
- 東京都 - 東京湾周辺、伊豆大島周辺